# Dean Neal
Dean John Neal (Edmonton, 5 gennaio 1961) è un ex calciatore inglese, di ruolo attaccante.

## Carriera
Tra il 1979 ed il 1981 totalizza 22 presenze ed 8 reti nella seconda divisione inglese con il QPR, club in cui già aveva giocato a livello giovanile; nel 1981 si trasferisce nella NASL, ai Tulsa Roucghnecks, dove rimane per una stagione mettendo a segno 12 reti in 31 presenze.
Nell'ottobre del 1981 viene acquistato per 80000 sterline dal Millwall, club della terza divisione inglese: qui, in 4 stagioni di permanenza, totalizza complessivamente 127 presenze e 63 reti in partite ufficiali (120 presenze e 42 reti in Third Division, 7 presenze e 3 reti in FA Cup, 8 presenze ed 8 reti in Coppa di Lega ed 11 presenze e 10 reti nel Football League Trophy). Nella sua ultima stagione di permanenza il club conquista inoltre una promozione in seconda divisione. Dal 1985 al 1988 Neal milita nel Southend Utd, con cui trascorre 2 stagioni in Fourth Division ed una stagione (la 1987-1988) nel campionato di Third Division: nell'arco del triennio gioca però solamente 40 partite di campionato, con 6 reti segnate. Nel 1988 si trasferisce ai semiprofessionisti del Fisher Athletic.

## Palmarès

### Club

#### Competizioni regionali
- London Senior Cup: 1

Fisher Athletic: 1988-1989